# Вашингтонский кодекс
Вашингтонский кодекс (лат. Codex Washingtonianus; условное обозначение: W или 032) — унциальный манускрипт V века на греческом языке. Рукопись содержит текст четырёх Евангелий на 187 пергаментных листах (21×13,5 см). Получила название по месту своего хранения.

## Особенности рукописи
Текст на листе расположен в одной колонке. Евангелия расположены в рукописи в следующем (так называемом «западном») порядке:
- Евангелие от Матфея;
- Евангелие от Иоанна;
- Евангелие от Луки;
- Евангелие от Марка.

Конец Евангелия от Марка в кодексе особенно примечателен благодаря уникальной вставке после Мк. 16:14, известной в библеистике как «Фреер логион»:

И они оправдывались, говоря: «Этот век беззакония и безверия под сатаной, который не допускает, чтобы правда и сила Божия одержали верх над нечистыми силами. Поэтому покажи свою праведность сейчас», — так говорили они Христу. И Христос отвечал им: «Время власти сатаны свершилось, но грядут другие беззакония. И для тех, кто согрешил, Я прошел через смерть, чтобы они могли вернуться на путь истинный и не грешить больше; чтобы они могли наследовать духовную непреходящую славу праведности на небесах».

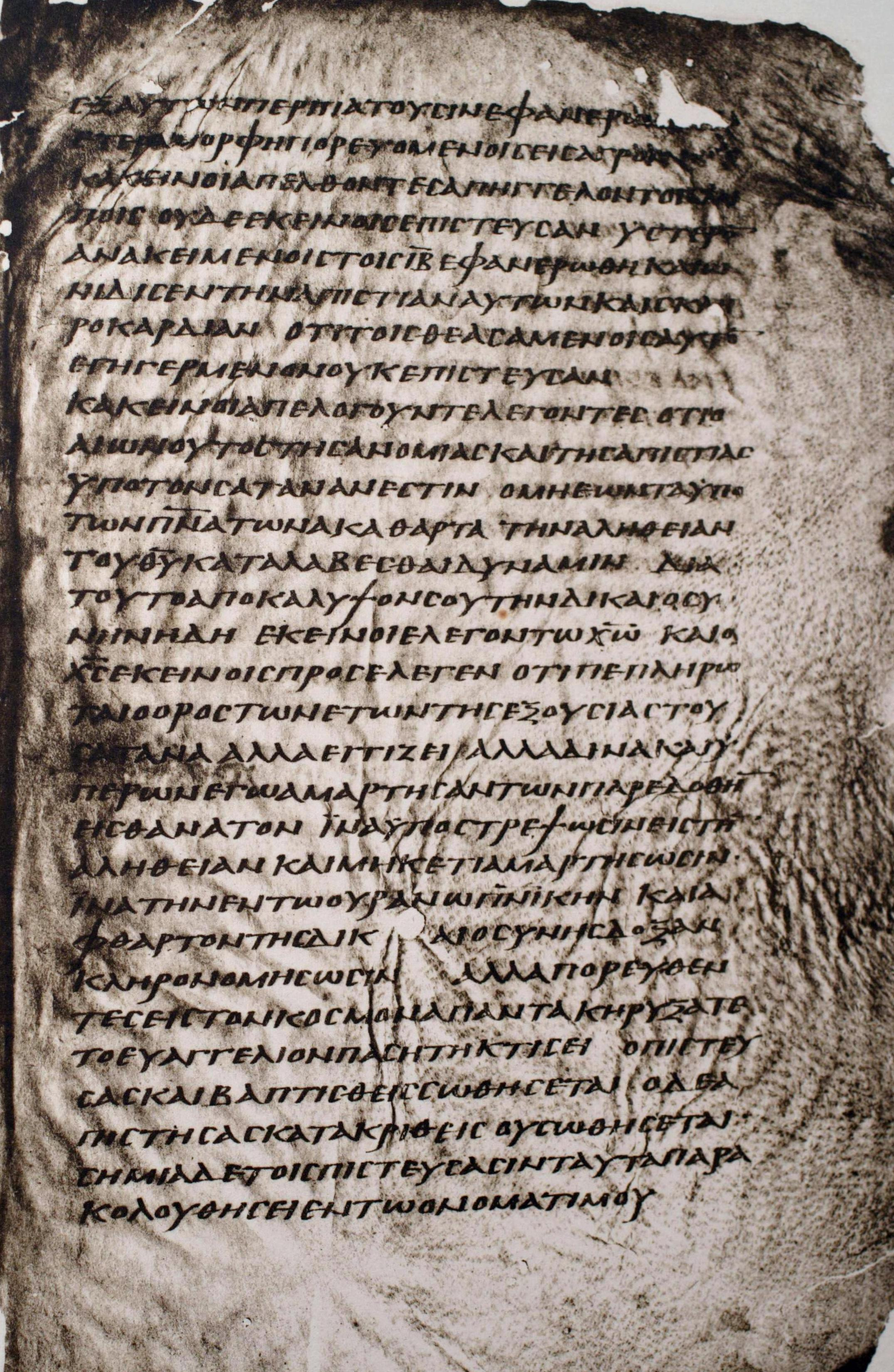
Марк 16:12-17, Фреер логион

Греческий текст рукописи отражает несколько типов текста:
- Матф. 1-28; Лука 8,13—24,53 — Византийский тип текста;
- Марк 1,1—5,30 — западный тип текста;
- Марк 5,31 — 16,20 — кесарийский тип текста;
- Лука 1,1 — 8,12, Иоанн 5,12 — 21,25 — александрийский тип текста;
- Иоанн 1,1 — 5,11 — смешанный тип текста (александрийский с западным).

Рукопись принадлежит к III категории Аланда.

## История
Рукопись была написана в начале V века. Приобретена Чарлзом Фриером из Детройта в 1906 году. В настоящее время рукопись хранится в музее Фриера Смитсоновского института (06. 274), в Вашингтоне.